# TreeSize
TreeSize ist eine Software-Produktfamilie, die dem Management des Festplattenplatzes dient und beim Aufräumen und Finden von Platzverschwendern und überflüssigen Dateien hilft. TreeSize läuft auf allen aktuell von Microsoft unterstützten Windows-Versionen bzw. Windows Client- und Server-Versionen (32- und 64-Bit). Es gibt eine Free- und zwei Shareware-Editionen dieser Software.
Mit dem Windows-Explorer lassen sich die Ordnergrößen nicht strukturiert (nebeneinander oder in einem Treemap) anzeigen. Die wichtigste Funktionalität von TreeSize, die allen Editionen gemein ist, besteht in der Ermittlung von Ordnergrößen in einem Verzeichniszweig oder Laufwerk, verbunden mit unterschiedlichen vergleichenden Darstellungs- und Reportfunktionen für die Ergebnisse.
Die Professional und Personal Editionen suchen ferner auch nach besonders großen, unbenutzten oder überflüssigen Dateien, wie zum Beispiel Temporärdateien oder den Dateien im Cache von Webbrowsern wie Internet Explorer, Mozilla Firefox oder Opera. Darüber hinaus können doppelte Dateien mittels MD5- oder SHA256-Prüfsumme gefunden und ebenfalls gelöscht oder durch Hardlinks ersetzt werden. TreeSize greift beim Scan von lokalen NTFS-Laufwerken auf die Master File Table zu und liest die dort gespeicherten Metadaten aus.
TreeSize ermöglicht auch die Beobachtung der Entwicklung des Speicherplatzverbrauchs auf Festplatten. Dies geschieht wahlweise mit der Hilfe exportierter XML-Dateien oder durch den Vergleich sogenannter Schattenkopien, die durch die Windows-Systemwiederherstellung angelegt oder manuell erstellt werden können.
TreeSize scannt Windows-, FTP-, WebDAV- und SharePoint-Server, sowie alle Mobilgeräte, Amazon S3 und Unix/Linux via SSH.

## Geschichte
Die erste Version von TreeSize wurde 1996 von Joachim Marder entwickelt, um die Einschränkungen von Tools wie dem Unix-Kommando du (disk usage) bzw. dem Rechtsklick im damaligen Windows Explorer zu überwinden. Das Programm war von Anfang an als GUI-basierte Version von du für Windows geplant. Seitdem wird es stetig durch die von ihm gegründete Firma JAM Software weiterentwickelt und hat mittlerweile die Versionsnummer 8.2 (Stand: November 2021) erreicht.

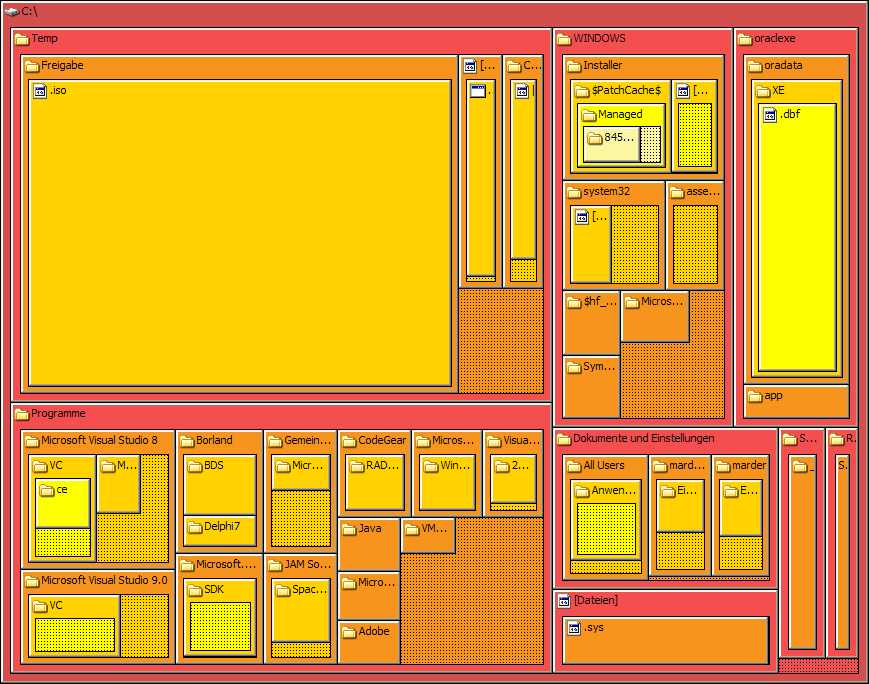
Visualisierung eines Verzeichnisbaums mit Hilfe einer Tree Map in TreeSize.

## TreeSize Free
TreeSize Free ist die uneingeschränkte kostenlose Variante des Programms. Sie verfügt über die Grundfunktionalität zum genauen Ermitteln von Ordnergrößen und integriert sich in den Windows-Explorer, wobei es dieselbe Code-Basis nutzt wie die umfangreicheren Shareware-Versionen.
Anders als viele andere Speicherplatzmanager scannt TreeSize Free ab Version 3.4 auch Mobilgeräte, die sich per Media Transfer Protocol mit dem Rechner verbinden. Android-Geräte können auch via WebDAV gescannt werden.

## Weitere Versionen
Die auch als Shareware zur Verfügung stehende Personal Edition umfasst sämtliche Funktionen von TreeSize Professional (ebenfalls Shareware), läuft allerdings nicht auf Windows-Serversystemen, unterstützt keine Windows-Domänen und kann nicht über Kommandozeilen-Parameter gesteuert werden.
Seit Oktober 2012 ist im Windows Store eine für Windows-10-Mobilgeräte konzipierte Freeware-Version erhältlich, die eine Touch-optimierte Oberfläche enthält.

## Ähnliche Tools
- Baobab (Linux (GTK+), GPL; entspricht dem vorinstallierten Programm Festplattenbelegung analysieren)
- diruse.exe[9] (Windows XP Service Pack 2-Supporttools)
- Disk Inventory X[10] (Mac OS X, GPL)
- FSView[11] (Unix/Linux, GPL)
- Graphical Disk Map (Linux (GTK+), GPL)
- KDirStat (KDE, GPL)
- WinDirStat (Windows)
- JDiskReport[12] (Windows, Mac OS X, Linux, Java)
- OverDisk[13] (Windows XP und Windows 2000)
- SequoiaView[14] (Windows XP und Windows 2000)
- Folder Size[15] (Windows XP und Windows 2000)